# Región del Nuevo Cuyo
Die Región Cuyo ist eine der argentinischen Großregionen. Sie umfasst den zentralen Westen des Landes, den sogenannten Cuyo. Der offizielle Name lautet Región del Nuevo Cuyo. Sie wurde durch einen Vertrag im Jahr 1988 gegründet.
Die Region Cuyo weist das geringste Integrationsniveau der argentinischen Regionen auf. Eine Zusammenarbeit der Provinzen untereinander findet kaum statt.
Die Provinz La Rioja wird in einigen Quellen auch zum argentinischen Nordwesten gezählt, sie ist jedoch nur in die Región Cuyo, nicht in die Región Norte Grande integriert.

## Gliederung
Folgende Provinzen gehören der Región Cuyo an:
- La Rioja
- Mendoza
- San Juan
- San Luis

## Wichtige Städte
Die viertgrößte Stadt Argentiniens, Mendoza (848.660 Einwohner) liegt in dieser Region, sie ist agroindustriell und administrativ geprägt. Daneben ist San Juan (421.640 Einwohner) ein weiteres wichtiges Zentrum. Weitere Großstädte sind La Rioja, San Luis, San Rafael und Villa Mercedes.

## Geografie
Die Westgrenze der Region bilden die Anden, die in der Provinz Mendoza ihre höchste Erhebung, den Aconcagua (6.959 m), aufweisen. Im Osten davon schließt die trockene Buschsteppe des Monte an, in den Tälern dieser Region befinden sich teils ausgedehnte künstlich bewässerte Oasen. Ganz im Osten findet man in La Rioja, San Luis und San Juan die ersten Ausläufer der Sierras Pampeanas.

## Wirtschaft
Die Landwirtschaft in den Oasen und die damit verbundene verarbeitende Industrie ist der Hauptwirtschaftszweig der Region, besonders wichtig ist der Weinbau. Weiterhin wird in Mendoza Petroleum gefördert und verarbeitet. San Luis ist von der Landwirtschaft und der Viehzucht geprägt.

## Tourismus
Der Tourismus der Region ist vor allem auf die Anden konzentriert, wo sich im Sommer Bergsteiger und im Winter Skifahrer einfinden (Wintersportzentren Las Leñas und Puente del Inca in Mendoza), außerdem gibt es im Süden von Mendoza zahlreiche Stauseen, die Badeurlauber anziehen. Im Norden von San Juan liegt der wüstenhafte Park Ischigualasto mit kuriosen Felsformationen und wichtigen archäologischen Ausgrabungsstätten, der auch Valle de la Luna (Mondtal) genannt wird und eine Einheit mit dem Nationalpark Talampaya in La Rioja bildet. In San Luis ist die Sierra de los Comechingones das beliebteste Touristenziel.